# 间断委陵菜
间断委陵菜（学名：Potentilla interrupta）是蔷薇科委陵菜属的植物，是中国的特有植物。分布在中国大陆的云南等地，生长于海拔3,500米至3,700米的地区，多生长在山坡草地及林缘，目前尚未由人工引种栽培。